# Kirchenkreis Charlottenburg-Wilmersdorf
Der Kirchenkreis Charlottenburg-Wilmersdorf ist einer von zehn Kirchenkreisen der Evangelischen Kirche Berlin-Brandenburg-schlesische Oberlausitz im Sprengel Berlin.

## Geschichte
Der Kirchenkreis entstand zum 1. Januar 2014 durch Fusion der Kirchenkreise Berlin-Charlottenburg (entstanden 1945 durch die Teilung des Kirchenkreises Friedrichswerder II) und Wilmersdorf (entstanden 1948 durch die Teilung des Kirchenkreises Kölln-Land I).

## Organisation

### Superintendentur
Der Sitz der Superintendentur befindet sich in Berlin-Wilmersdorf. Superintendent ist Carsten Bolz.

### Territoriale Gliederung
Im Kirchenkreis befinden sich 17 Kirchengemeinden.

## Sakralbauten

### Kirchengebäude
| Name                            | Lage (Ortsteil)     |
| ------------------------------- | ------------------- |
| Evangelische Kirche Alt-Lietzow | Charlottenburg      |
| Auenkirche (Wilmersdorf)        | Wilmersdorf         |
| Daniel-Gemeindezentrum          | Wilmersdorf         |
| Epiphanien-Kirche               | Westend             |
| Friedenskirche                  | Westend             |
| Grunewaldkirche                 | Grunewald           |
| Gustav-Adolf-Kirche             | Charlottenburg      |
| Hermann-Stöhr-Haus              | Westend             |
| Hochmeisterkirche               | Halensee            |
| Kirche am Hohenzollernplatz     | Wilmersdorf         |
| Jona-Kirche                     | Charlottenburg      |
| Kaiser-Wilhelm-Gedächtniskirche | Charlottenburg      |
| Kreuzkirche                     | Schmargendorf       |
| Kirche am Lietzensee            | Charlottenburg      |
| Lindenkirche                    | Wilmersdorf         |
| Luisenkirche                    | Charlottenburg      |
| Neu-Westend-Kirche              | Westend             |
| Gemeindezentrum Plötzensee      | Charlottenburg-Nord |
| Dorfkirche Schmargendorf        | Schmargendorf       |
| Sühne-Christi-Kirche            | Charlottenburg-Nord |
| Trinitatis-Kirche               | Charlottenburg      |
| Vater-Unser-Kirche              | Wilmersdorf         |

### Friedhöfe
1. Friedhof Alt Schmargendorf
2. Luisenkirchhof I
3. Luisenkirchhof II
4. Luisenkirchhof III
5. Kaiser-Wilhelm-Gedächtnis-Friedhof